# Presentatore di polline
Un presentatore di polline è un'area sulla punta del pistillo nei fiori delle piante della famiglia Proteaceae. In questa famiglia, le antere sono di difficile accesso ai potenziali vettori di impollinazione, quali le api, gli uccelli e i mammiferi nettarivori. 
Per assicurare l'impollinazione, le antere rilasciano il loro polline sul presentatore di polline prima dell'antesi. 
Dopo l'antesi, lo stilo si allunga esternamente in maniera prominente, assicurando la distribuzione del polline. 
Il deposito sistematico del polline sulla punta dello stilo indica che le piante debbano avere delle strategie per evitare un eccesso di autoimpollinazione.